# Municipalità locale di Elias Motsoaledi
La municipalità locale di Elias Motsoaledi (in inglese Elias Motsoaledi Local Municipality) è una municipalità locale del Sudafrica appartenente alla municipalità distrettuale di Sekhukhune, nella provincia del Limpopo.
Il suo territorio si estende su una superficie di 3.713 km² ed è suddiviso in 29 circoscrizioni elettorali (wards). Il suo codice di distretto è LIM472. Questa municipalità locale è anche chiamata Greater Groblersdal.

## Geografia fisica

### Confini
La municipalità locale di Elias Motsoaledi confina a nord con quelle di Greater Marble Hall e Makhuduthamaga, a nord e a est con quella di Greater Tubatse,a est con quella di Thaba Chweu (Ehlanzeni/Mpumalanga), a sud con quelle di Emakhazeni e Steve Tshwete (Nkangala/Mpumalanga), a sud e a ovest con quella di Thembisile (Nkangala/Mpumalanga) e a ovest con quella di Dr J.S. Moroka (Nkangala/Mpumalanga).

### Città e comuni
- Bakwena
- Barokgoga Bakopa
- Dennilton
- Greater Groblersdal
- Groblersdal
- Hlogotlou
- Laersdrif
- Maleoskop
- Mathula
- Matsepe
- Mossiesdal
- Motetemav
- Moutse 3
- Ndebele
- Nebo
- Rooikraal
- Roossenekal

### Fiumi
- Gamakatle
- Gemsbokspruit
- Kruis
- Moses
- Olifants
- Puleng
- Selons
- Steelpoort

### Dighe
- Mapoch's Dam
- Rooikraal Dam
- Tonteldoos Dam
- Vlugkraal Dam